# والاس فرنسيس
والاس فرنسيس (بالإنجليزية: Wallace Francis)‏ هو لاعب كرة قدم أمريكية أمريكي، ولد في 7 نوفمبر 1951 في فرانكلين في الولايات المتحدة.

## وصلات خارجية
- والاس فرنسيس على موقع مرجع كرة القدم المحترفة.كوم (الإنجليزية)